# Vobara
Vobara (Duisburgi Állatkert, 2012. július 29. – Fővárosi Állat- és Növénykert, 2017. január 11.) koala.

## Életrajza
2012. július 29-én született a Duisburgi Állatkertben. 2015-ben érkezett a Fővárosi Állat- és Növénykertbe a másik koalával, Nur-Nuru-Binnel. Mindketten hímek voltak és a queenslandi alfajhoz (Phascolarctos cinereus adustus) tartoztak. 2017. január elején Vobara minden különösebb előjel nélkül válságos állapotba került és a szakszerű kezelés ellenére pár napon belül elpusztult. Halálát bélgyulladás és bélcsavarodás okozta. Nur-Nuru Bin és Vobara voltak az első koalák magyarországi állatkertben.